# تنظيم زهرة الاقحوان
زهرة الاقحوان جمعية نسائية يافاوية تميزت بطابع نشاطها العسكري، إذ شاركت في المقاومة الفلسطينية المسلحة مع الرجال الفلسطينيين في يافا عام النكبة (1948)، وبالذات في منطقتي كرم الصوان وسكنة درويش المحاذيتين لمدينة 'بات يام' على حدود يافا جنوبا.
أقيمت الحركة على يد اليافاوية مهيبة خورشيد، فكانت من أوائل النساء التي اختارت الكفاح المسلح دربا في سنتي 1947 و1948. انضمت بعدها إليها أختها ناريمان خورشيد لتحولا جمعية زهرة الأقحوان، التي كانتا قد أسستاها من القيام باللأعمال الخيرية الاجتماعية وللتقارب ما بين الأديان ولأهداف أخرى، إلى منحى العمل السياسي، وبعد ذلك تحديدا للكفاح المسلح، حيث تمكنت الجمعية من جمع السلاح من بنادق وقنابل يدوية ومدافع رشاشة، واستطاعت أن تجند 12 عضوا من الفتيات العازبات ومنهن: يسرا طوقان وعدلة فطاير وفاطمة أبو الهدى ونجلاء الأسمر التي أصبحت من قادة منظمة الأرض السرية وكذلك بعض الرجال، واستطاعت أن تدرب هؤلاء الفتيات الأعضاء على استعمال السلاح. وبدأت عضوات الجمعية بتنفيذ العمليات المسلحة جنبا إلى جنب مع الرجال بالإضافة لأعمال أخرى مثل المشاركة بالمظاهرات وجمع التبرعات لشراء الأسلحة وجمع المعلومات الاستخباراتية.

## سبب التسمية
كانت تقول خورشيد ان للأقحوان دلالة على الحياة والجمال والديمومة، وأن شعار الجمعية نُفذ في الهند، بتعليمات من المهاتما غاندي. وهو من تصميم خورشيد التي اختارت اسم “زهرة الأقحوان” مستوحية إياه من الزهرة القرمزية في الثورة الفرنسية. هذا علاوة على دلالاته المحلية، إذ تنتشر الزهرة بكثافة في ربوع فلسطين.

## تحول التنظيم
كانت الجمعية النسائية تاخذ منحى سلميًا سياسيًا اجتماعيًّا من خلال ندوات توعية وحملات تبرعات قمن بها، لدعم المقاومين ضد الانتداب البريطاني أو من خلال طهي الطعام وإيصاله للمقاومين المرابطين في الجبال لكن خورشيد حولت مسار الجمعية من حركة اجتماعية إلى تنظيم مسلح في عام 1948 حين شاهدت أمام عينيها مقتل أحد الأطفال الفلسطينيين بين يدي أمه جراء رصاصة أطلقها عليه جندي من الجيش البريطاني.

## توسع التنظيم
بعض مجاهدي سيناء وبعض الألمان كانوا يشاركون في تنظيم “زهرة الأقحوان”، وكان نشاط التنظيم متمركزًا في “يافا” خاصة وقت الاشتباكات بين أهل يافا ومستوطني “تل أبيب” وكان النشاط إما بمدهم بالمقاومة المسلحة أو جمع التبرعات، استطاعت خورشيد أن تجند أيضا 12 عضوا من الفتيات العازبات ومنهن: يسرا طوقان وعدلة فطاير وفاطمة أبو الهدى ونجلاء الأسمر التي أصبحت من قادة منظمة الأرض السرية وكذلك بعض الرجال، واستطاعت أن تدرب هؤلاء الفتيات الأعضاء على استعمال السلاح. وبدأت عضوات الجمعية بتنفيذ العمليات المسلحة جنبا إلى جنب مع الرجال بالإضافة لأعمال أخرى مثل المشاركة بالمظاهرات وجمع التبرعات لشراء الأسلحة وجمع المعلومات الاستخباراتية.